# Lot 57 (Île-du-Prince-Édouard)
Lot 57 est un canton dans le comté de Queens, Île-du-Prince-Édouard, Canada. Il fait partie de la Paroisse St. John.

## Population
- 1 086 (recensement de 2001)[1]
- 999 (recensement de 2006)[1]
- 987 (recensement de 2011)[2]

## Communautés
Incorporé :
- Valleyfield

Non-incorporé :
- Bellevue
- Eldon
- Fodlha
- Grandview
- Iona
- Kinross
- Mount Buchanan
- Newtown Cross
- Orwell
- Orwell Cove
- Point Prim